# Dětkovice (Olomouc)
Dětkovice é uma comuna checa localizada na região de Olomouc, distrito de Prostějov.